# Прохоров Михайло Дмитрович
Прохоров Михайло Дмитрович (рос. Прохоров Михаил Дмитриевич; нар. 3 травня 1965, Москва) — російський підприємець і політик, мільярдер, президент приватного інвестиційного фонду Група ОНЭКСИМ, президент Спілки біатлоністів Росії. З 2011 займається політичною діяльністю. 12 грудня 2011 оголосив про свій намір балотуватися в Президенти Росії.
Засновник і голова партії «Громадянська платформа».

## Життєпис
Народився в родині начальника Управління міжнародних зв'язків Держкомспорту СРСР і співробітниці кафедри полімерів Московського інституту хімічного машинобудування. Його сестра — літературознавець Ірина Прохорова, редактор і видавець журналу «Новое литературное обозрение».
У 1988, на останньому курсі Московського фінансового інституту, який він закінчив у 1989 з відзнакою, вступив до КПРС.

## Кар'єра
- 1983 — 1985 — служба в лавах Радянської Армії[6][7][8].
- 1989 — 1992 — начальник управління Міжнародного Банку економічної співпраці.
- 1992 — 1993 — голова правління акціонерного комерційного банку «Международная финансовая компания».
- 1993 — 1998 — голова правління ОНЭКСИМ Банку.
- 1998 — 2000 — президент — голова правління ОНЭКСИМ Банку.
- 2000 — 2001 — президент АКБ «РОСБАНК».
- 2001 — 2008 — генеральний директор, голова правління ГМК «Норильський нікель» (з червня 2001). У квітні 2007-го залишив посаду Генерального директора ГМК «Норильський нікель». Проте у вересні 2007-го Прохоров все ще володів блокуючим пакетом «Норильського нікеля» (25 %)[9].
- 2006 — 2010 — Голова ради директорів ВАТ «Полюс Золото».
- З червня 2007-го — член спостережної ради державної компанії з нанотехнологій «Роснанотех».
- У травні 2007-го — створив приватний інвестиційний фонд ТОВ «Група ОНЕКСІМ», президентом котрої є донині[10].
- З червня 2008-го — член Ради директорів ГМК «Норильський нікель».
- З жовтня 2008-го — президент Ради біатлоністів.
- Травень 2009-го — вересень 2011-го — член Комісії при Президенті Росії з модернізації і технологічного розвитку економіки Росії[11]
- З 2010-го — власник контрольного пакету баскетбольного клубу New Jersey Nets ліги NBA.
- З грудня 2010-го по червень 2011-го — генеральний директор ВАТ «Полюс Золото»[12].
- З 25 червня до 16 вересня 2011-го — лідер партії «Правоє дєло».

## Політична діяльність
25 червня 2011-го на позачерговому з'їзді партії «Правоє дєло» Прохоров вступив до партії і був обраний її лідером терміном на чотири роки. Однак вже 15 вересня 2011го на з'їзді партії його було усунено з посади її голови після чого Прохоров вийшов з партії. Прохоров покинув партію «після публічного скандалу та звинувачень в адрес Кремля». Свій відхід Прохоров пояснив здійсненим на нього тиском з Кремля, основною причиною котрого було включення в передвиборчі списки партії Евгена Ройзмана. Після скандалу з «Правим дєлом» Прохоров на деякий час щез з публічної політики.
12 грудня 2011-го Прохоров заявив про бажання балотуватися в президенти Росії. Прохоров назвав це рішення «можливо, найсерйознішим рішенням в своєму житті». Своїм электоратом Прохоров вважає «середній клас в найширшому значенні цього слова». Прохоров повідомив журналістам, що над кандидатурою прем'єр-міністра ще розмірковуватиме: «Я маю великий вибір кандидатів, нехай вони захистять своє місце». Прохоров також оголосив про намір створити «розраховану на тривалу перспективу» нову партію, котру він хоче почати «вибудовувати з самого низу».
У політичній частині програми Прохоров висловив намір обмежити можливість обрання президента та губернаторів суб'єктів РФ «тільки двома термінами протягом життя».

## Активи і статки
Станом на жовтень 2010 контролював наступні активи: великі пакети акцій в сировинних компаніях «Російський алюміній», «Полюс Золото», «Інтерґео», енергетичну компанію «Квадра», страхову компанію «Соґласіє», великий пакет в інвестиційній компанії «Ренесанс Капітал» та ін. Також Прохорову належать такі медіаактиви як видавнича група «Живи!» (випускає журнал «Сноб») і медіагрупа «РБК». Також Прохоров вкладає гроші в низку іноваційних проектів, серед котрих будівництво (спільно з «Роснано») заводу «Оптоган» з випуску світлодіодних ламп, проект з випуску гібридного «Йо-мобілю» та ін. 2010-го Михайло Прохоров придбав 80% американської баскетбольної команди «Нью-Джерсі Нетс».
За підсумками 2009 посів першу сходинку в рейтингу російських мільярдерів журналу «Forbes» з капіталом в $9,5 млрд. В травні 2008 «Forbes» оцінив статок Прохорова в $22,6 млрд. В травневому числі «Forbes» за 2009 статок Прохорова оцінено вже в $9,5 млрд. Таким чином, внаслідок кризи Прохоров втратив за рік $13,1 млрд. Станом на 2010 за версією «Forbes» статок Прохорова оцінювався в $13,4 млрд, в 2011 — $18 млрд.